# Escocès Futbol Club
L'Escocès Futbol Club fou un club català de futbol que va existir només durant l'any 1900, jugant alguns amistosos a la ciutat de Barcelona.

## Història

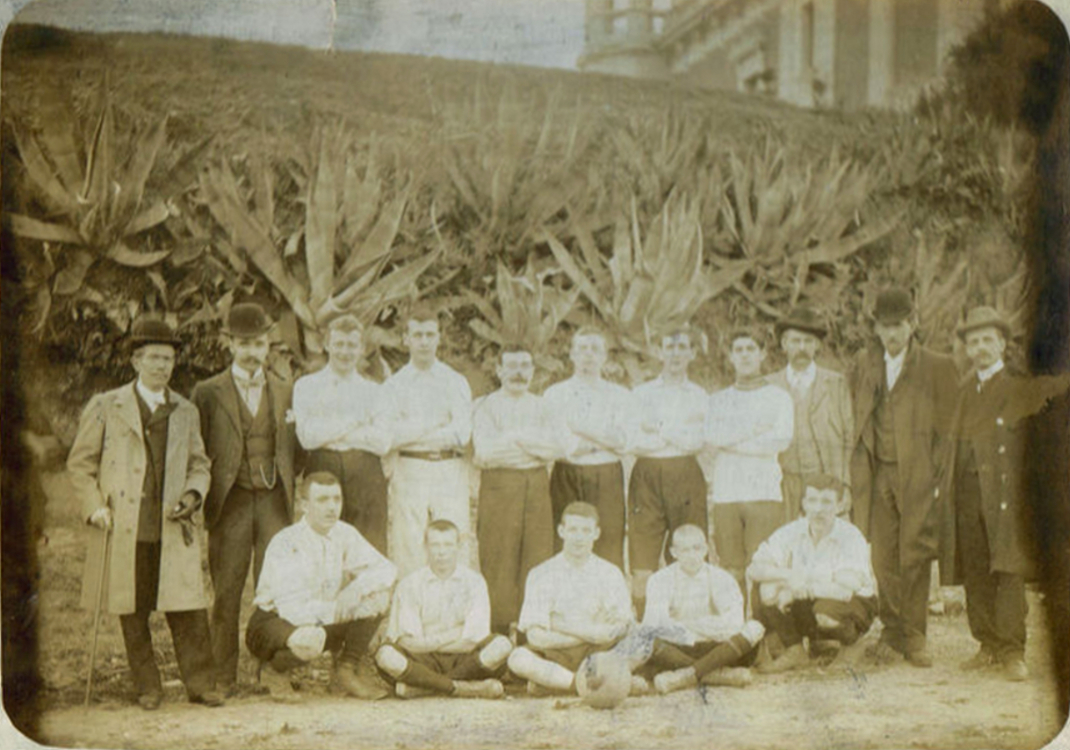
Jugadors i dirigents en una instantània presa cap al març de 1900

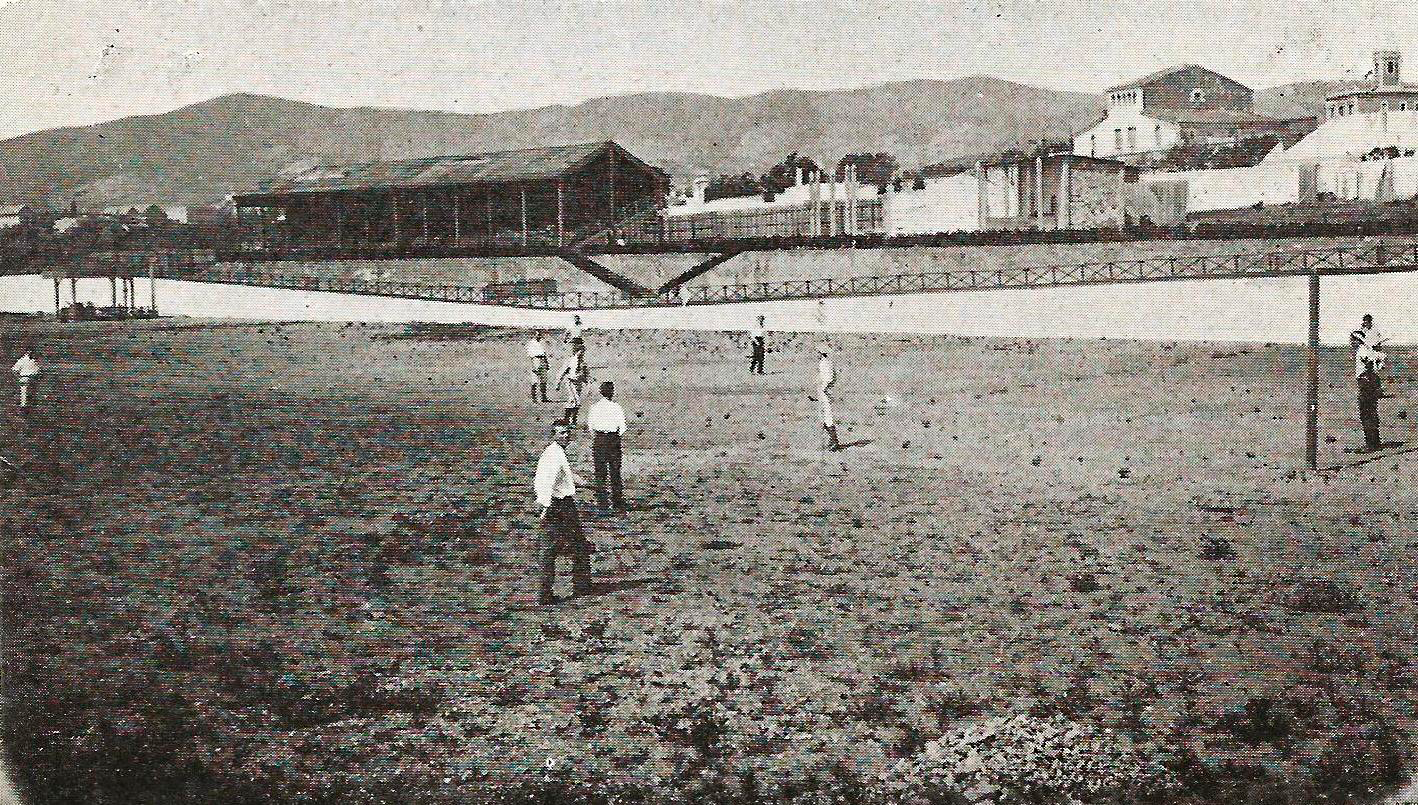
Un dels partits Català-Escocès jugats al Velòdrom de la Bonanova

Tot just estrenat el darrer any del segle xix, la colònia escocesa de Barcelona, formada en la seva majoria pels treballadors de la fàbrica tèxtil de Sant Andreu, consolidà un equip de futbol que amb el nom de Sant Andreu Foot-ball Club es presentà a les altres societats futbolístiques. Utilitzava un terreny de joc al barri de Sant Martí per entrenar-se, però tots els partits que disputà foren en camp contrari. La seva equipació consistia en camisa blanca i pantaló negre.
Un cop canviat el nom de l'entitat a Escocès Foot-ball Club, debutà el 2 de febrer de 1900 en un partit contra el FC Barcelona —nascut feia poc més de dos mesos— amb derrota per 2 a 0. Tanmateix, dos dels seus jugadors, ja havien jugat anteriorment un partit a la ciutat: Hamilton i Dykes cobriren baixes de la colònia anglesa en el darrer dels tres partits que disputà aquest col·lectiu contra el Barcelona.
Amb tan sols un mes de vida, el club es va veure immers en una polèmica a tres bandes amb el FC Barcelona i el FC Català, degut a alguns socis que en molt poc espai de temps van jugar partits tant amb el Català com amb el mateix Escocès. En un d'aquests partits, el jugat l'11 de febrer contra el Barcelona, escocesos i barcelonistes van arribar a les mans després d'una dura entrada de Harris a Gold, motiu pel qual aquest club va prendre la mesura de no jugar contra cap equip que tingués escocesos en les seves files en el termini d'un any.
El club es comença a dissoldre la setmana següent del partit contra l'Hispània AC, jugat l'11 de novembre, passant els jugadors Hamilton, Gold i J. Black a omplir les files del mateix Hispània primer, i Girvan, Mauchan i A. Black les del Barcelona més tard, un cop aquest revocà qualsevol bloqueig a socis escocesos.

## Jugadors destacats
- John Hamilton: capità i un dels millors jugadors de l'equip, esdevingué el 1915 el primer president del Col·legi d'Àrbitres de Barcelona, juntament amb una altra figura de l'esport català, Paco Bru, que aquell any en fou el secretari.[11] Guanyador d'una Copa Macaya amb l'Hispània (1900-1901) i un Campionat de Catalunya amb el Barcelona (1904-1905).
- Geordie Girvan: es convertí en el primer golejador en competició oficial del Futbol Club Barcelona, en el primer partit de la primera Copa Macaya. Arbitrà també algun partit a la temporada 1900-1901.
- Joseph Black: guanyador d'una Copa Macaya amb l'Hispània (1900-1901) i un Campionat de Catalunya amb el Barcelona (1904-1905). Arbitrà també algun partit a la temporada 1900-1901.
- Willie Gold: guanyador d'una Copa Macaya amb l'Hispània (1900-1901). Fou protagonista de la primera expulsió en un partit de futbol a la ciutat comtal, juntament amb l'anglès Stanley Harris.[12][13]
- Gustavo Green: guanyador de les tres edicions de la Copa Macaya i de dos Campionats de Catalunya, l'hispano-anglès és l'únic integrant no escocès documentat, tot i que no consta que participés en cap partit.

## Plantilla
| Núm. | Pos. |         | Jugador                 | Procedència | Temporada |
| ---- | ---- | ------- | ----------------------- | ----------- | --------- |
|      | POR  | Escòcia | John Hamilton           |             | 1899-1900 |
|      | POR  | Escòcia | Young                   |             | 1899-1900 |
|      | DEF  | Escòcia | Wallace                 |             | 1899-1900 |
|      | DEF  | Escòcia | W. Barringer            |             | 1899-1900 |
|      | DEF  | Escòcia | J. Fallon               |             | 1899-1900 |
|      | DEF  | Escòcia | J. White                |             | 1899-1900 |
|      | MIG  | Escòcia | Wishart                 |             | 1899-1900 |
|      | MIG  | Escòcia | J. Denniston            |             | 1899-1900 |
|      | MIG  | Escòcia | C. McLachlan            |             | 1899-1900 |
|      | MIG  | Escòcia | J. Dykes                |             | 1899-1900 |
|      | DAV  | Escòcia | A. Black                |             | 1899-1900 |
|      | DAV  | Escòcia | William 'Willie' Gold   |             | 1899-1900 |
|      | DAV  | Escòcia | Joseph Black            |             | 1899-1900 |
|      | DAV  | Escòcia | P. Mauchan              |             | 1899-1900 |
|      | DAV  | Escòcia | George 'Geordie' Girvan |             | 1899-1900 |

Altres jugadors no documentats en cap partit: Gustavo H. Green y Córdoba.
| Baixes 1899-1900           | Destinació   |
| Gustavo H. Green y Córdoba | FC Català    |
| John Hamilton              | Hispània AC  |
| William 'Willie' Gold      | Hispània AC  |
| Joseph Black               | Hispània AC  |
| A. Black                   | FC Barcelona |
| P. Mauchan                 | FC Barcelona |
| George 'Geordie' Girvan    | FC Barcelona |

## Resultats
| Amistosos |

| 2 febrer 1900 | FC Barcelona                                                                                                 | 2 – 0                      | Escocès FC                                                                                      | Barcelona                                                                        |  |
| 15:00         | Gamper · Smart · Wild, Fitzmaurice · Terrades, A. Witty, Llobet · Gillespie, Maier, Gamper, E. Witty, Bastow | Los Deportes La Vanguardia | Hamilton Wallace, Fallon Denniston, Wishart, Dykes A. Black, Gold, J. Black, P. Mauchan, Girvan | Velòdrom de la Bonanova · J. Caldwell · Lluís d'Ossó i Serra · William Mauchan · |  |

| 11 febrer 1900              | FC Barcelona | 4 – 0                                      | FC Català + Escocès FC                                                                     | Barcelona                                                                          |  |
| 15:00 Expulsat [1] Combinat | E. Witty · Gamper · Smart · Wild, Fitzmaurice · Terrades, A. Witty, Llobet · Gillespie, J. Parsons, Gamper, E. Witty, Harris¹ | Los Deportes La Vanguardia Mundo Deportivo | Hamilton F. Lomba, Brown Denniston, Soley, Dykes A. Black, Mir, Gold,¹ Girvan, G. Busquets | Velòdrom de la Bonanova · William Mauchan · Gordon Frank Bastow · Manel Planells · |  |

| 25 febrer 1900 | FC Català                                                                                               | 1 – 5              | Escocès FC                                                                                       | Barcelona                                 |  |
| 10:00          | A. Lomba Vila, F. Lomba J.A. Busquets, Soley, Garcés L. Valls, Julià García, Artús, Sanmartín, F. Valls | La Vanguardia Iris | Young Barringer, Fallon Denniston, McLachlan, Dykes A. Black, Gold, J. Black, P. Mauchan, Girvan | Velòdrom de la Bonanova · John Hamilton · |  |

| 4 març 1900 | FC Català | 1 – 6                      | Escocès FC                                                                                          | Barcelona                 |  |
| 15:00       | Garcés · A. Lomba · Vila, Ortiz · Joan García, G. Ríos, Garcés · Lambea, Julià García, Planells, Sanmartín, Soley | Los Deportes La Vanguardia | Hamilton Barringer, Fallon Denniston, McLachlan, Dykes A. Black, Gold, J. Black, P. Mauchan, Girvan | Velòdrom de la Bonanova · |  |

| 9 març 1900    | Team Anglès + Escocès FC                                                                          | 2 – 3                      | HMS Calliope                                                                      | Barcelona                 |  |
| 15:45 Combinat | Smart Hamilton, Dykes Denniston, Girvan, Harris Gillespie, J. Parsons, J. Black, E. Witty, Bastow | Los Deportes La Vanguardia | Roe Chapman, Cleary McYarlane, Way, Moorsom Brock, Bain, Smith, Jackson, Robinson | Velòdrom de la Bonanova · |  |

| 18 març 1900 | FC Català | 2 – 9         | Escocès FC | Barcelona                 |  |
| 15:00        | Soley · Planells · Lambea · J. Soler, Ortiz · J.A. Busquets, Vila, Joan García · G. Busquets, Julià García, Planells, Sanmartín, Soley | La Vanguardia |            | Velòdrom de la Bonanova · |  |

| 1 abril 1900 | FC Català | 0 – 4         | Escocès FC                                                                                      | Barcelona                 |  |
| 15:00        | A. Lomba J. Soler, Ortiz J.A. Busquets, G. Ríos, Joan García G. Busquets, Julià García, Green, Sanmartín, Soley | La Vanguardia | Hamilton White, Fallon Denniston, McLachlan, Dykes A. Black, Gold, J. Black, P. Mauchan, Girvan | Velòdrom de la Bonanova · |  |

| 22 abril 1900 | FC Català                                                                                                | 0 – 2         | Escocès FC                                                | Barcelona                 |  |
| 15:00         | Lambea J. Soler, Ortiz J.A. Busquets, G. Ríos, Joan García G. Busquets, Valdés, Green, Sanmartín, Andreu | La Vanguardia | ? A. Black, ? Hamilton, ?, ? Denniston, ?, J. Black, ?, ? | Velòdrom de la Bonanova · |  |

| 29 abril 1900 | FC Català | 0 – 10       | Escocès FC | Barcelona                                   |  |
| 17:25         |           | Los Deportes |            | Velòdrom de la Bonanova · William Mauchan · |  |

| 11 novembre 1900                  | Hispània AC                                       | 2 – 4         | Escocès FC                                                     | Barcelona   |  |
| 15:00 Cedit per l'Hispània AC [1] | ? ?, ? ?, ? H. Morris, Green, Sanmartín, F. Lomba | La Vanguardia | Hamilton ?, ? Marià Maspons,¹ ?, ? A. Black, ?, J. Black, ?, ? | Velo-Club · |  |